# Neoelmis gracilis
Neoelmis gracilis là một loài bọ cánh cứng trong họ Elmidae. Loài này được Musgrave miêu tả khoa học năm 1935.